# Creature (film 2004)
 Creature (Alien Lockdown) è un film per la televisione horror fantascientifico del 2004, diretto da Tim Cox.

## Trama
In un laboratorio segreto, il dottor Alan Woodman segue strani esperimenti su un alieno violento per farne una vera e propria macchina da guerra. L'esperimento fallisce e il mostro scappa fuori dall'edificio uccidendo chiunque gli capiti a tiro. Solo Woodman e l'assistente Charlie sanno come distruggerlo, ma quando trovano la bestia scoprono che non è più sola.

## Distribuzione
Il film è stato trasmesso dal canale televisivo Sci-Fi Channel per la serie sui mutanti finanziata dalla Nu Image. In Italia è stato distribuito direct-to-video in formato DVD nel 2007.